# 813 (film 1920)
813 è un film muto del 1920 diretto da Charles Christie e Scott Sidney. Wedgewood Nowell qui veste i panni di Arsenio Lupin, il personaggio del ladro gentiluomo ideato da Maurice Leblanc.

## Trama
Lupin, il re dei ladri, scopre che Robert Castleback possiede i piani segreti di un potente dispositivo che potrebbe diventare un grave pericolo per la sicurezza francese. I documenti non attirano solo la sua attenzione, ma anche quella degli agenti segreti tedeschi che mirano ad impossessarsene. Quando, però, Castleback viene rinvenuto morto nel suo appartamento, del delitto viene accusato Lupin. Dopo quell'omicidio, vengono trovati anche i cadaveri del segretario di Castleback e del facchino di un albergo. Lupin manda dei messaggi alla stampa nei quali dichiara la propria innocenza. A caccia dei veri colpevoli, si fa passare per un alto funzionario governativo, collaborando con la polizia. Prende contatto con Ribera, un altro maestro del crimine, che lui sospetta possa essere complice dell'assassino. Mentre indaga, si innamora di Dolores Castleback, la vedova della vittima. Quando Ribera prende in ostaggio sua figlia, per riaverla Lupin dovrà recarsi da solo in una casa disabitata. Lui, però, riuscirà ad evitare la trappola e, fuggendo, scappa attraverso un tunnel che lo porta in casa di Dolores dove vede un uomo misterioso che, con suo orrore, si rivela essere proprio Dolores, la vera assassina. La donna, una criminale tedesca, vedendosi scoperta, si uccide e Lupin fugge via, ritornando ad agire nell'ombra.

## Produzione
Il film fu prodotto dalla Christie Film Company e dalla Robertson-Cole Pictures Corporation.

## Distribuzione

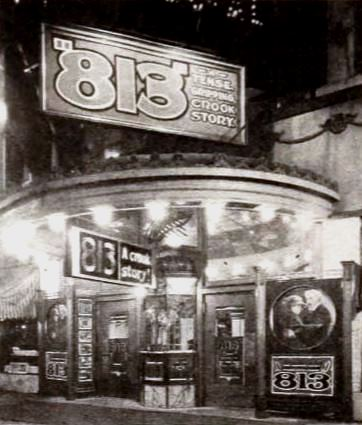
Il film presentato in una sala di Butte, nel Montana (Exhibitors Herald, 26 marzo 1921)

Il copyright del film, richiesto dalla Robertson-Cole Dist. Corp., fu registrato il 14 novembre 1920 con il numero LP15867.
Distribuito dalla Robertson-Cole Distributing Corporation, il film uscì nelle sale cinematografiche statunitensi il 14 novembre 1920.